# All-New Dennis the Menace
All-New Dennis the Menace est une série d'animation américano-italienne en treize épisodes diffusés sur CBS entre le 18 septembre et le 11 décembre 1993. Elle est basée sur la bande dessinée de Hank Ketcham, faisant suite au film de 1993.

## Fiche technique
Sauf indication contraire, les informations mentionnées dans cette section peuvent être confirmées par la base de données cinématographiques IMDb,  présente dans la section « Liens externes ».
- Titre original : All-New Dennis the Menace
- Réalisation : Robert Shellhorn
- Scénario : Hank Ketcham, Sean Roche, Doug Molitor, Francis Moss, Bruce Shelly, Reed Shelly, David Weimers, Eleanor Burian-Mohr, David Carren, J. Larry Carroll, Ed Ferrara, Jack Hanrahan, Kevin Murphy, Barry O'Brien et Jess Winfield
- Photographie :
- Musique : Tom Worrall
- Casting : Marsha Goodman
- Montage : Richard C. Allen, Gregory K. Bowron, Richard Bruce Elliott, Ron Fedele et Donald P. Zappala
- Animation : Kent Butterworth
- Production : Robert Shellhorn et Peter Aries
  - Producteur délégué : Andy Heyward
  - Producteur associé : Kent W. Meredith et Kurt Weldon
- Sociétés de production : DIC Animation City, Reteitalia, Telecinco et Saerom Animation
- Société de distribution : CBS
- Chaîne d'origine : CBS
- Pays d'origine :  États-Unis et  Italie
- Langue originale : anglais
- Genre : Animation
- Durée : ? minutes

## Distribution

### Acteurs principaux
- Adam Wylie : Denis la Malice
- Greg Burson : George Wilson
- Jeannie Elias : Margaret Wade et Peebee Kappa
- June Foray : Martha Wilson
- Dan Gilvezan : Henry Mitchell et Ruff
- Katie Leigh : Gina Gillotti et Joey McDonald
- Anna Mathias : Alice Mitchell

### Acteurs secondaires et invités
- Jack Angel
- Allyce Beasley
- Bob Bergen
- Gregg Berger
- Eileen Brennan
- Rodger Bumpass
- Frank Buxton
- Hamilton Camp
- Brian Cummings
- Jennifer Darling
- Linda Gary
- Michael Gough
- Danny Mann
- Mona Marshall
- Chuck McCann
- Michael Mish
- Pat Musick : Chuck Millman
- Hal Rayle : K-9000
- Eugene Roche
- Maggie Roswell
- Susan Silo
- Doug Stone

## Épisodes
1. Brother Rats
2. Hospitality
3. It's a Guy Thing
4. Pains, Trains & Automobiles
5. Like Master, Like Mutt
6. Lock, Stock & Grumble
7. Caution: Boy at Work
8. Fortune Fix
9. Navy Destroyer
10. Yankee Doodle Dennis / Mom's Helper
11. Wish You Weren't Here
12. Pig Out / Battle of the Bonding
13. Dennis the Genius